# Allodynerus africanus
Allodynerus africanus (лат.) — вид одиночных ос (Eumeninae).

## Распространение
Африка, ЦАР.

## Описание
Длина осы 8 мм. Клипеус шире своей длины; развиты ямки на голове (у самок область вокруг них гладкая); передняя поверхность пронотума гладкая, кили на пронотуме развиты; эпикнемальный киль хорошо развит. Третий вид из Африки после Allodynerus curvirufolineatus (Cameron, 1910) и Allodynerus vinciguerrae pallidulus Giordani Soika, 1970. По некоторым признакам он похож на вид одиночных ос Allodynerus delphinalis из Палеарктики.